# 정의공주
정의공주(貞懿公主, 1415년 9월 27일(음력 7월 12일)~ 1477년 3월 5일(음력 2월 11일))는 조선의 공주이다. 세종의 차녀이자 적차녀이며 어머니는 소헌왕후이다. 문종의 동생이자 세조의 작은누나이다.

## 생애
1415년(태종 15년), 태종의 셋째 아들인 충녕대군(세종)과 부인 심씨(소헌왕후)의 둘째 딸로 태어났다.
1428년(세종 10년) 정의공주(貞懿公主)로 책봉되고, 관찰사 안망지(安望之)의 아들 연창위(延昌尉) 안맹담(安孟聃)에게 하가하였다.
정의공주는 세조대에 후한 대우를 받았다. 1456년(세조 2년), 강원도 고성의 온정(溫井)으로 목욕하러 갈 때, 세조가 교자와 담부를 내려주었다.
정의공주가 병을 앓자 세조는 정희왕후와 함께 공주 집에 들러 여러차례 문병하기도 하였고, 정의공주가 황해도 배천으로 목욕하러 가자, 황해도 관찰사에게 명하여 잔치를 베풀기도 했다. 공주에게 전토를 주고 쌀과 곡식을 내리고, 노비를 하사하기도 하였으며, 아들과 사위의 벼슬을 높여 위로하기도 하였다.
1462년(세조 8년) 3월, 안맹담의 여종인 양의장(良衣莊)과 양의장의 어머니인 삼월(三月)이 안맹담을 해치려고 도모하다가 발각되어 국문을 받고 처형되는 일이 발생하였다. 같은 해 12월, 남편 안맹담과 사별하였다.
1467년(세조 13년), 양성인간으로, 안맹담과 정의공주의 종(奴)인 사방지(舍方知)가 풍기를 문란하게 한 죄로 외방으로 쫓겨났다.
1469년(예종 1년), 정의공주는 남편의 명복을 빌기 위해 지장보살본원경(地藏菩薩本願經) 상·중·하를 간행하였는데 보물 제966호로 지정되어 있다.
1477년(성종 8년) 2월 11일 졸하였다. 묘소는 서울특별시 도봉구 방학동에 있다.
정의공주의 졸기
정의공주(貞懿公主)가 졸하였다.

공주는 세종(世宗)의 딸인데, 연창위(延昌尉) 안맹담(安孟聃)과 결혼하였다.
공주는 성품이 총명하고 지혜로우며 역산(曆算)을 해득하여서 세종이 사랑하였다.

 — 《성종실록》 76권,
성종 8년(1477년 명 성화(成化) 13년) 2월 11일 (경진)

## 기타
- 세종이 《춘추(春秋)》를 읽다가 정의공주에게 춘추 시대의 옹희(雍姬)와 옹규(雍糾) 부부의 고사를 얘기하며 "아버지에게 알리면 남편이 죽고, 알리지 않으면 아버지가 죽게 될 경우, 너 같으면 어찌하겠느냐?"하고 묻자, 정의공주는 "차라리 제가 먼저 죽을지언정, 그 변은 못보겠습니다." 하고 답하자 세종이 이에 감탄하였다.[10]
- 첫째 아들인 안여달(安如獺)과 셋째 아들인 안상계(安桑鷄)의 이름은 이들의 외조부인 세종이 직접 지어주었는데, 여달과 상계는 세종이 지어준 어릴적 이름을 어른이 되어서도 개명하지 않고 그대로 사용하였다.
- 불교를 숭상하여 남편 안맹담과 자주 불사를 행하였으며, 세종의 명복을 빌기 위해 안맹담과 문수사(文殊寺)를 중창하였다.[11]
- 세종은 정의공주에게 한강의 저자도(楮子島)와 낙천정(樂天停)을 하사하였는데, 공주는 이후 막내 아들인 안빈세(安貧世)에게 물려주었다. 안빈세가 그 위에 정자를 짓고 화공에게 명하여 그림을 그리게 하니, 한동안 이에 대해 시를 읊은 이가 매우 많았으며, 정인지의 서문이 있다.[12][13]

## 가족 관계
정의공주와 안맹담 부부는 4남 2녀를 낳았다. 정인지, 한확, 효령대군 등과 이중, 삼중의 혼인관계를 맺었다.
정인지의 아들과 결혼한 장녀 안씨와, 둘째 아들인 안온천은 정의공주 생전에 사망하였다. 셋째 아들인 안상계는 세조의 계유정난에 동조하지 않고 저자도에 은거하였다가 예종 대에 복관하였으며, 넷째 아들인 안빈세는 정의공주가 병들자 세조가 특명을 내려 벼슬을 7계급 올려 동부승지에 임명하였다.
| - 조부 : 태종(太宗, 1367~1422) - 조모 : 원경왕후 민씨(元敬王后 閔氏, 1365~1420) - 아버지 : 세종(世宗, 1397~1450) - 외조부 : 청천부원군(靑川府院君) 심온(沈溫, 1375~1418) - 외조모 : 삼한국대부인(三韓國大夫人) 순흥 안씨(順興 安氏, ?~1444) - 어머니 : 소헌왕후 심씨(昭憲王后 沈氏, 1395~1446) - 언니 : 정소공주(貞昭公主, 1412~1424) - 오빠 : 문종(文宗, 1414~1452) - 동생 : 세조(世祖, 1417~1468) - 동생 : 안평대군(安平大君, 1418~1453) - 동생 : 임영대군(臨瀛大君, 1420~1469) - 동생 : 광평대군(廣平大君, 1425~1444) - 동생 : 금성대군(錦城大君, 1426~1457) - 동생 : 평원대군(平原大君, 1427~1445) - 동생 : 영응대군(永膺大君, 1434~1467) | - 부마 : 연창위(延昌尉) 안맹담(安孟聃, 1415~1462) - 장남 : 안여달(安如獺, 1438~?) - 며느리 : 광주 안씨(廣州 安氏) - 안기(安耆)의 딸 - 손자 : 안원경(安元卿, 1464~?) - 손녀 : 죽산 안씨(竹山 安氏) - 선조 비 인목왕후의 외고조모 - 장녀 : 죽산 안씨(竹山 安氏, 1440~1456) - 사위 : 정광조(鄭光祖, ?~1457) - 정인지의 아들 - 차남 : 안온천(安溫泉, 1442~1463) - 며느리 : 전주 이씨(全州 李氏) - 효령대군의 증손녀이며, 회의도정(懷義都正) 이추(李菆)의 딸 - 손자 : 안방언(安邦彦, 1457년) - 성종의 5남 회산군의 장인 - 손녀 : 정경부인 안씨(貞敬夫人 安氏, 1459~1521) - 정상조(鄭尙祖)의 처(妻)이자 선조의 외증조모이다. - 손녀 : 죽산 안씨(竹山 安氏, 1462~?) - 3남 : 안상계(安桑鷄, 1444~1496) - 며느리 : 순흥 안씨(順興 安氏) - 안훈(安訓)의 딸 - 며느리 : 언양 김씨(彦陽 金氏) - 김경장(金慶長)의 딸 - 손자 : 안방열(安邦烈) - 손자 : 안방형(安邦炯, 1465~?) - 계림군의 장인 - 4남 : 안빈세(安貧世, 1445~1478) - 며느리 : 성주 이씨(星州 李氏, 1446~1520) - 이계현(李繼賢)의 딸 - 손자 : 안윤성(安胤誠), 극성(克誠), 처성(處誠), 자성(自誠) (서출) - 차녀 : 죽산 안씨(竹山 安氏, 1448~1492) - 성종의 외숙모 - 사위 : 한치례(韓致禮, 1441~1499) - 한확의 아들이자 인수대비의 남동생 |

## 정의공주가 등장하는 작품

### 드라마
- 《대왕 세종》(2008, KBS) - 이주현

### 소설
- 《정의공주》, 한소진, 해냄출판사, 2011, ISBN 9788965743057

## 참고 자료
- 정의공주 - 한국학중앙연구원

## 같이 보기
- 세종
- 소헌왕후
- 안맹담
- 세조